# Över-Fjällsjön
Över-Fjällsjön är en sjö i Bergs kommun i Jämtland och ingår i Ljungans huvudavrinningsområde. Sjön har en area på 0,339 kvadratkilometer och ligger 819,1 meter över havet. Sjön avvattnas av vattendraget Höstan.

## Delavrinningsområde
Över-Fjällsjön ingår i det delavrinningsområde (698748-138118) som SMHI kallar för Utloppet av Över-Fjällsjön. Medelhöjden är 888 meter över havet och ytan är 20,51 kvadratkilometer. Det finns inga avrinningsområden uppströms utan avrinningsområdet är högsta punkten. Höstan som avvattnar avrinningsområdet har biflödesordning 3, vilket innebär att vattnet flödar genom totalt 3 vattendrag innan det når havet efter 304 kilometer. Avrinningsområdet består mestadels av kalfjäll (91 procent). Avrinningsområdet har 0,41 kvadratkilometer vattenytor vilket ger det en sjöprocent på 2 procent.